# Breizhistance
Breizhistance es un movimiento político de Bretaña (Francia) fundado en octubre de 2009 por iniciativa de los militantes activos del movimiento Emgann. Su nombre es un juego de palabras entre Breizh («Bretaña» en bretón) y résistance («resistencia» en francés).
Su ideología se enmarca en el nacionalismo bretón independentista y socialista.

## Instancias del movimiento

### Congreso de fundación
- 1.er Congreso de fundación: 24 y 25 de octubre del 2009 en Fougères.
- 2º Congreso: 1 y 2 de mayo del 2010.
- 3.er Congreso: 7 et 8 de mayo del 2011 en Comblessac.

### Mesa nacional
Cargos de elección popular al final del 1.er Congreso:
- Portavoces: Jonathan Guillaume y Thomas Baudoux.
- Secretario del Interior:  Fanch Oger y Goulven Le Gag.
- Tesoreros: Blandine Baudoux y Stefan Legrand.
- Secretarios de relaciones exteriores: Gaël Roblin y Édouard Brichet.
- Relaciones internacionales: Corentin Lemonnier.

### Comités locales
- Comité de Douarnenez
- Comité de Pays de la Mée (Châteaubriant)
- Comité de Bro Naoned
- Comité de Trégor
- Comité de Bro-Gwened
- Comité de Brest
- Comité de Fougères
- Comité de Rennes
- Comité de Guingamp